# Distrito de Port-Salut
El distrito de Port-Salut (en francés arrondissement de Port-Salut; y en criollo haitiano: awondisman Pòsali) es una división administrativa haitiana, que está situada en el departamento de Sur.

## División territorial
Está formado por el reagrupamiento de tres comunas:
- Arniquet
- Port-Salut
- Saint-Jean-du-Sud